# Камінь-Каширська міська рада
Ка́мінь-Каши́рська міська́ ра́да — адміністративно-територіальна одиниця та орган місцевого самоврядування в Камінь-Каширському районі Волинської області. Адміністративний центр — місто Камінь-Каширський.

## Загальні відомості
- Територія ради: 14,73 км²
- Населення ради: 11 935 осіб (станом на 2001 рік)
- Територією ради протікає річка Цир

## Населені пункти
Міській раді підпорядковані населені пункти:
- м. Камінь-Каширський
- с. Олексіївка
- с. Підцир'я

## Склад ради
Рада складається з 34 депутатів та голови.
- Голова ради: Пась Віктор Іванович
- Секретар ради: Бігун Інна Віталіївна

### Керівний склад попередніх скликань
| Прізвище, ім'я, по батькові | Основні відомості                                                                   | Дата обрання | Дата звільнення |
| --------------------------- | ----------------------------------------------------------------------------------- | ------------ | --------------- |
| Бондар Василь Іванович      | Міський голова, 1950 року народження, освіта вища, член Української Народної Партії | 26.03.2006   | 31.10.2010      |
| Бондар Василь Іванович      | Міський голова, 1950 року народження, освіта вища, член Української Народної Партії | 31.10.2010   |                 |

Примітка: таблиця складена за даними сайту Верховної Ради України

### Депутати
За результатами місцевих виборів 2010 року депутатами ради стали:

#### За суб'єктами висування
| Суб'єкт висування                                       | Кількість обраних депутатів | %    |
| ------------------------------------------------------- | --------------------------- | ---- |
| Політична партія Всеукраїнське об'єднання «Батьківщина» | 10                          | 27,8 |
| Українська Народна Партія                               | 9                           | 25   |
| Партія регіонів                                         | 7                           | 19,4 |
| Політична партія Всеукраїнське об'єднання «Свобода»     | 4                           | 11,1 |
| Партія «Реформи і порядок»                              | 3                           | 8,3  |
| Політична партія «Наша Україна»                         | 3                           | 8,3  |

#### За округами
| № округу                                                | Прізвище, ім'я, по батькові   | Дата визнання обраним | Освіта             | Партійна приналежність                        | Відомості про обраного депутата |
| ------------------------------------------------------- | ----------------------------- | --------------------- | ------------------ | --------------------------------------------- | --- |
| Партія регіонів                                         |                               |                       |                    |                                               | |
| б/м                                                     | Шум Віталій Сергійович        | 02.11.2010            | вища               | член Партії регіонів                          | Камінь-Каширський районний відділ Волинської регіональної філії Центру Державного земельного кадастру, начальник камінь-каширського районного відділу волинської регіональної філії центру державного земельного кадастру |
| б/м                                                     | Кузьмін Микола Олександрович  | 02.11.2010            | вища               | позапартійний                                 | управління "Держгірпромнагляду " у Волинській області, головний державний інспектор з охорони праці та техніки безпеки управління "держгірпромнагляду " у волинській області                                              |
| б/м                                                     | Колошук Ігор Федорович        | 02.11.2010            | вища               | член Партії регіонів                          | ПП «Зернопродтрейд», юрисконсульт |
| 5                                                       | Єфімова Тетяна Михайлівна     | 02.11.2010            | вища               | позапартійна                                  | Камінь-Каширська районна державна адміністрація, заступник голови Камінь-Каширської районної державної адміністрації |
| 12                                                      | Данилевич Олексій Сергійович  | 02.11.2010            | вища               | позапартійний                                 | ДП СЛАП «Камінь-Каширськагроліс», головний лісничий ДП СЛАП «Камінь-Каширськагроліс» |
| 13                                                      | Ващук Ольга Петрівна          | 02.11.2010            | вища               | позапартійна                                  | Камінь-Каширська районна державна адміністрація, керівник апарату Камінь- Каширської райдержадміністрації |
| 16                                                      | Слюсар Оксана Миколаївна      | 14.11.2010            | вища               | позапартійна                                  | Камінь-Каширська районна державна адміністрація, начальник відділу апарату Камінь-Каширської районної державної адміністрації                                                                                             |
| Партія «Реформи і порядок»                              |                               |                       |                    |                                               | |
| 3                                                       | Бірук Галина Іванівна         | 02.11.2010            | вища               | позапартійна                                  | Камінь-Каширська МДПІ, головний державний податковий інспектор |
| 11                                                      | Куць Василь Лазарович         | 23.04.2013            | вища               | член Партії «Реформи і порядок»               | ТОВ «Світоч ЛТД», директор |
| 18                                                      | Герасимик Петро Михайлович    | 02.11.2010            | середня спеціальна | позапартійний                                 | Камінь-Каширське ВУЖКГ, майстер |
| Політична партія Всеукраїнське об'єднання «Батьківщина» |                               |                       |                    |                                               | |
| б/м                                                     | Калюх Богдан Іванович         | 02.11.2010            | середня спеціальна | член Всеукраїнського об'єднання «Батьківщина» | громадська приймальня партійної організації ВО «Батьківщина», керівник |
| б/м                                                     | Чирко Галина Олександрівна    | 02.11.2010            | середня спеціальна | член Всеукраїнського об'єднання «Батьківщина» | тимчасово не працює |
| б/м                                                     | Завадович Роман Любомирович   | 02.11.2010            | вища               | член Всеукраїнського об'єднання «Батьківщина» | підприємець |
| б/м                                                     | Мирончук Анатолій Миколайович | 02.11.2010            | середня спеціальна | член Всеукраїнського об'єднання «Батьківщина» | пенсіонер |
| б/м                                                     | Нестерук Віталій Степанович   | 02.11.2010            | вища               | член Всеукраїнського об'єднання «Батьківщина» | пенсіонер |
| б/м                                                     | Дмитрук Наталія Анатоліївна   | 02.11.2010            | вища               | член Всеукраїнського об'єднання «Батьківщина» | НВК № 1 м. Камінь -Каширського, вчитель |
| 1                                                       | Приймак Віктор Степанович     | 02.11.2010            | вища               | член Всеукраїнського об'єднання «Батьківщина» | підприємець |
| 2                                                       | Борох Юрій Іванович           | 02.11.2010            | вища               | член Всеукраїнського об'єднання «Батьківщина» | пенсіонер |
| 10                                                      | Ратнюк Юрій Васильович        | 02.11.2010            | вища               | член Всеукраїнського об'єднання «Батьківщина» | підприємець |
| 17                                                      | Колошук Софія Йосипівна       | 02.11.2010            | вища               | член Всеукраїнського об'єднання «Батьківщина» | пенсіонер |
| Політична партія Всеукраїнське об'єднання «Свобода»     |                               |                       |                    |                                               | |
| б/м                                                     | Каширець Віталій Васильович   | 02.11.2010            | вища               | член Всеукраїнського об'єднання «Свобода»     | НВК № 1 м. Камінь -Каширського, вчитель |
| б/м                                                     | Глущук Лариса Федорівна       | 02.11.2010            | вища               | член Всеукраїнського об'єднання «Свобода»     | приватне архітектурне бюро, головний інженер |
| б/м                                                     | Химчик Іван Васильович        | 02.11.2010            | середня спеціальна | член Всеукраїнського об'єднання «Свобода»     | тимчасово не працює |
| 4                                                       | Бобко Руслан Романович        | 02.11.2010            | вища               | член Всеукраїнського об'єднання «Свобода»     | Камінь-Каширська районна організація ВФСТ «Колос», голова районної організації ВФСТ «Колос» |
| Політична партія «Наша Україна»                         |                               |                       |                    |                                               | |
| б/м                                                     | Гарбарчук Михайло Степанович  | 02.11.2010            | вища               | член Політичної партії «Наша Україна»         | Камінь-Каширська районна станція юних техніків, методист |
| б/м                                                     | Перепелиця Ігор Данилович     | 02.11.2010            | вища               | член Політичної партії «Наша Україна»         | Камінь-Каширська ЦРЛ, лікар-онколог |
| 8                                                       | Гарбарчук Олександр Євгенович | 02.11.2010            | вища               | член Політичної партії «Наша Україна»         | ПРСС «Кооператор», заступник директора |
| Українська Народна Партія                               |                               |                       |                    |                                               | |
| б/м                                                     | Швед Ігор Іванович            | 02.11.2010            | вища               | член Української Народної Партії              | Камінь-Каширська РДА, начальник відділу культури і туризму |
| б/м                                                     | Яремин Іван Михайлович        | 02.11.2010            | вища               | позапартійний                                 | ПП «Аліна», заступник директора |
| б/м                                                     | Олейніков Георгій Віталійович | 02.11.2010            | середня спеціальна | член Української Народної Партії              | тимчасово не працює |
| б/м                                                     | Берестюк Олег Миколайович     | 02.11.2010            | вища               | позапартійний                                 | підприємець |
| 6                                                       | Бащук Наталія Миколаївна      | 02.11.2010            | вища               | позапартійна                                  | Камінь-Каширська міська рада, секретар |
| 7                                                       | Шворак Микола Іванович        | 02.11.2010            | вища               | член Української Народної Партії              | Камінь-Каширська міська рада, заступник голови |
| 9                                                       | Федорович Олександр Іванович  | 02.11.2010            | вища               | позапартійний                                 | Камінь-Каширська районна газета «Полісся», кореспондент |
| 14                                                      | Сверба Анатолій Миколайович   | 02.11.2010            | вища               | позапартійний                                 | ПП «Аліна», директор |
| 15                                                      | Ханайчук Петро Петрович       | 02.11.2010            | середня спеціальна | позапартійний                                 | підприємець |